# Chloé Pelle
Pas d'image ? Cliquez ici

a Compétitions nationales et continentales officielles uniquement.

b Matchs officiels uniquement.
Dernière mise à jour le 15 novembre 2021.
Chloé Pelle, née le 14 novembre 1989 à Paris, est une joueuse internationale française de rugby à XV et de rugby à sept occupant le poste d'ailier en club avec le RC Chilly-Mazarin depuis 2020 et en équipe de France depuis 2011.

## Biographie
Chloé Pelle est née le 14 novembre 1989 à Paris. Durant sa jeunesse, elle pratique durant 12 ans le basket-ball. À 20 ans, elle intègre l'école centrale de Lille. Elle commence alors à jouer au rugby à VII dans cet établissement puis rejoint le club de rugby féminin lillois, le Lille Métropole rugby club villeneuvois. Elle est diplômée en ingénierie et en mathématiques appliquées à la cryptographie,.
Elle honore sa première cape internationale en équipe de France le 29 octobre 2011 contre l'Italie. En 2017, elle est retenue dans le groupe pour disputer la coupe du monde de rugby à XV féminin 2017 en Irlande,. Elle est également membre de l'équipe de France de rugby à sept féminin.
En juin 2018, elle quitte le Lille Métropole RCV pour rejoindre le Stade français Paris. Elle change alors de poste et devient également pilière au rugby à XV.
En 2021, elle est sélectionnée par David Courteix pour participer aux Jeux olympiques d'été de Tokyo ; les Bleues sont médaillées d'argent.
En 2024, elle de nouveau est sélectionnée pour participer aux Jeux olympiques, au Stade de France à Paris, mais les Bleues s'inclinent en quart de finale face au Canada.
En parallèle de sa carrière de joueuse, Chloé Pelle entame pendant la saison 2021-2022 une formation à l'arbitrage, et officie depuis en Île-de-France en tant qu'arbitre de rugby.

## Palmarès

### Equipe de France à 7
- Jeux olympiques
  - 2021 :  Médaille d'argent aux Jeux olympiques d'été de 2020 à Tokyo,  Japon
- Coupe du monde de rugby à sept :
  - 2018 :  Finaliste de la Coupe du monde de rugby à sept 2018, à l'Oracle Park, San Francisco,  États-Unis

## Décorations
- Chevalier de l'ordre national du Mérite (décret du 8 septembre 2021)[10]